# Svane
Cet article concerne la langue svane. Pour le peuple svane, voir Svanes.
Pour les joueurs d'échecs allemands, voir Rasmus Svane et Frederik Svane.
Le svane (en svane : ლუშნუ ნინ, lushnu nin ; géorgien : სვანური ენა, svanuri ena) est une langue parlée dans le nord-ouest de la Géorgie.

## Distribution

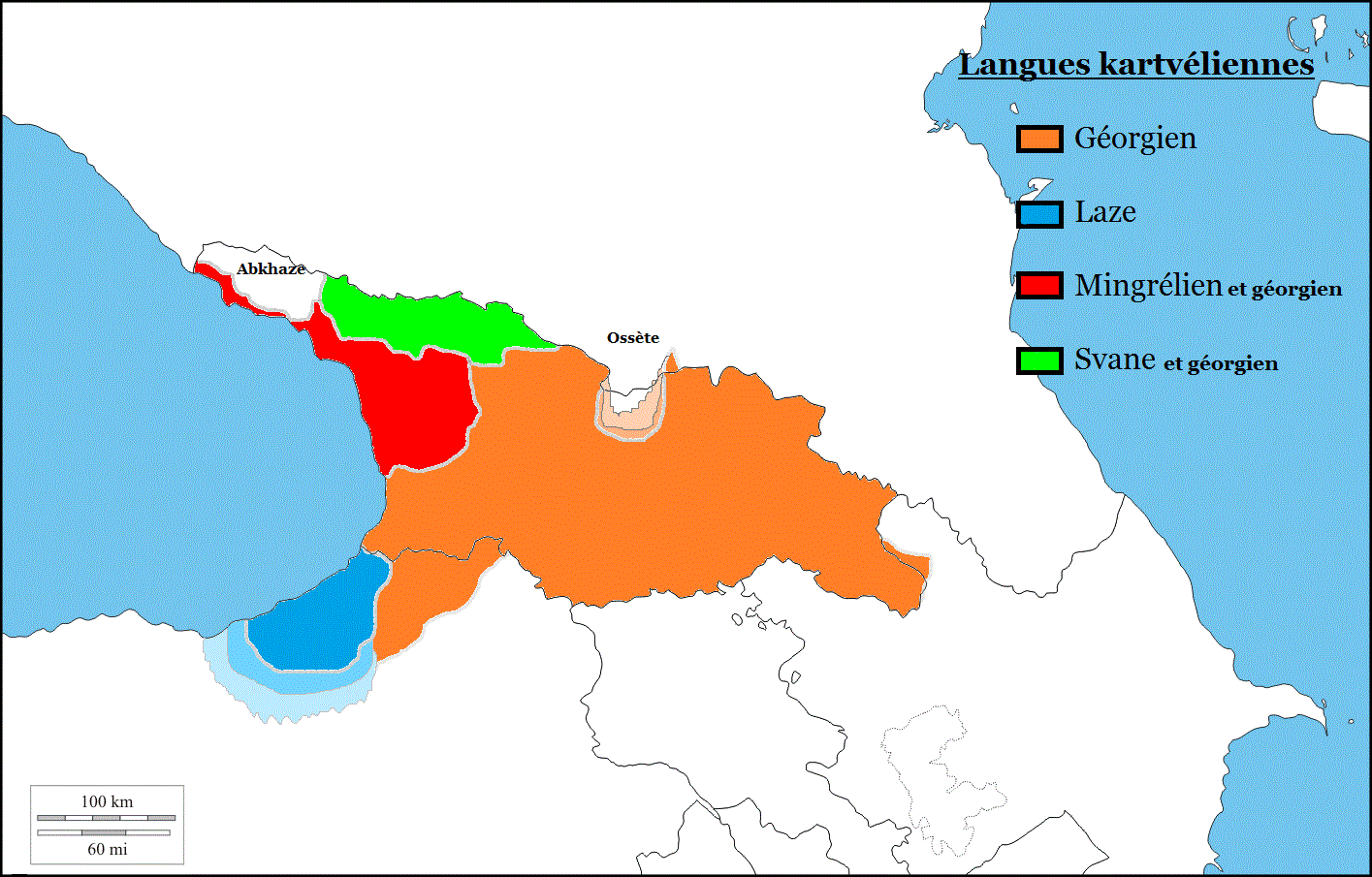
Les langues kartveliennes dans le Caucase. Le svane est en vert.

Le svane est la langue d'environ 30 000 personnes (mai 2007) de l'ethnie svane, qui constituent une subdivision des Géorgiens et vivent dans les régions montagneuses de Svanétie, à savoir les districts de Mestia et Lentekhi, dans les vallées de l'Enguri, du Tskhenistskali et de Kodori. Certains locuteurs svanes vivent dans la république autonome d'Abkhazie ; bien que les conditions sur place rendent toute estimation délicate, on pense qu'ils ne représentent que 2 500 personnes environ.
La langue svane est utilisée pour la communication familière et occasionnelle. Elle n'a pas de standard écrit ni de statut officiel ; la plupart des locuteurs parlent aussi le géorgien, langue officielle du pays, qu'ils utilisent comme langue littéraire et pour le commerce. Il n'y a pas d'enseignement officiel en svane, et le nombre de locuteurs décline en raison de la dispersion de la population svane face à la pression grandissante de l'économie. On considère qu'il s'agit d'une langue en danger, la compétence linguistique en svane étant limitée chez les jeunes.

## Histoire
Le svane est le membre le plus différencié des quatre langues kartvéliennes du sud du Caucase, et il  n'y a pas d'inter-compréhension avec les trois autres, qui sont le géorgien, le laze et le mingrélien. Le svane ne partage que 360 lexèmes (ou unité lexicale) avec le géorgien. On suppose que le svane s'est séparé au IIe millénaire av. J.-C. ou plus tôt, environ mille ans avant que le géorgien ne se sépare à son tour des deux autres.

## Phonologie
De par son côté archaïque[réf. nécessaire], le svane a une phonologie consonantique extrêmement difficile et quasiment impossible à acquérir pour un non svane.[Interprétation personnelle ?]

### Consonnes
|            | Bilabiales    | Dentales         | Palatales        | Vélaires      | Uvulaires | Glottales |
| ---------- | ------------- | ---------------- | ---------------- | ------------- | --------- | --------- |
| Occlusives | pʰ b pʼ ფ ბ პ | tʰ d tʼ თ დ ტ    |                  | kʰ g kʼ ქ გ კ | qʰ qʼ ჴ ყ | ʔ ჸ       |
| Fricatives | f v ჶ ვ       | s z ს ზ          | ʃ ʒ შ ჟ          | x ɣ ხ ღ       |           | h ჰ       |
| Affriquées |               | t͡sʰ d͡z t͡sʼ ც ძ წ | t͡ʃʰ d͡ʒ t͡ʃʼ ჩ ჯ ჭ |               |           |           |
| Nasales    | m მ           | n ნ              |                  |               |           |           |
| Liquides   |               | l, r ლ, რ        | j ჲ              | w ჳ           |           |           |

### Voyelles
|              | Antérieures  | Antérieures | Antérieures | Antérieures  | Centrales    | Centrales  | Postérieures | Postérieures |
| non arrondie | non arrondie | arrondie    | arrondie    | non arrondie | non arrondie | arrondie   | arrondie     |              |
| brève        | longue       | brève       | longue      | brève        | longue       | brève      | longue       |              |
| ------------ | ------------ | ----------- | ----------- | ------------ | ------------ | ---------- | ------------ | ------------ |
| Fermée       | [ i ] ი i    | [ iː ] ი̄ ī  | [ y ] უ̈ ü   | [ yː ] უ̄̈ ṻ   |              |            | [ u ] უ u    | [ uː ] უ̄ ū   |
| Mi-fermée    |              | [ eː ] ჱ ė  |             |              | [ ə ]¹ ჷ ə   |            |              |              |
| Mi-ouverte   | [ ɛ ] ე e    | [ ɛː ] ე̄ ē  | [ œ ] ო̈ ö   | [ œː ] ო̄̈ ō̈   | [ ə ]¹ ჷ ə   |            | [ ɔ ] ო o    | [ ɔː ] ო̄ ō   |
| Ouverte      | [ æ ] ა̈ ä    | [ æː ] ა̄̈ ā̈  |             |              | [ a ] ა a    | [ aː ] ა̄ ā |              |              |

Les lettres en gras sont standards dans tous les dialectes.
1. Varie librement entre [ə] et [ɨ]
2. Les signes diacritiques ne s'écrivent normalement pas.

## Caractéristiques

### Caractéristiques de la famille linguistique
Comme toutes les langues de la famille sud-caucasienne, le svane possède un grand nombre de consonnes. Il accorde le sujet avec l'objet, et s'inscrit dans un système morphosyntaxique de type partiellement ergatif (split-ergative). Les verbes sont marqués en fonction de l'aspect, de l'évidentialité et de la « version ».

### Caractéristiques distinctives
Le svane a conservé la consonne /qʰ/ (occlusive aspirée non voisée), et les semi-voyelles /w/ et /j/. Il possède un répertoire vocalique plus étendu que le géorgien ; le dialecte bal supérieur a le plus grand nombre de voyelles de toutes les langues sud-caucasiennes, différenciant des versions longues et brèves de /a ɛ i ɔ u æ ø y/ plus /ə eː/, soit au total 18 voyelles, alors que le géorgien n'en a que cinq (sans opposition phonologique de durée).
La morphologie du svane est moins régulière que celle de ses langues-sœurs, et il existe des différences notables au niveau des flexions verbales.

## Dialectes
Le svane se divise en dialectes, sous-dialectes et parlers locaux. Ce morcellement de parlers divers en l'absence d'une langue unifiée entraine une disparition rapide des dialectes. L'exode des jeunes vers les grandes villes géorgiennes, soit pour étudier (il n'y a pas d'université en Svanétie) soit pour travailler, entraine un vieillissement de la population de la région et une diminution du nombre de locuteurs :
- Groupe dialectal (ou langue) Bal / haut svane  (environ 15 000 locuteurs) 
  - dialecte Bal supérieur (en géorgien : balshemuri) 
    - parler Latali
    - parler Lenjeri
    - parler Ipari
    - parler Kala
    - parler Ushguli

  - dialecte Bal inférieur (en géorgien : balskvemuri)
    - parler Etseri
    - parler Tchubekhevi
    - parler Lakhamula
    - parler Pari
    - parler Tskhumari
    - parler Betcho
- Groupe dialectal bas svane (environ 12 000 locuteurs)
  - dialecte Lentekh
    - parler Lentekh
    - parler Khopuri
    - parler Kheledi
    - parler Rtskhmeluri

  - dialecte Lashkh 
    - parler Jakhunderi
    - parler Tchikharechi
    - parler Tsana

  - dialecte Choluri
    - parler Choluri